# Outeiro da Torre
Outeiro da Torre es un lugar español situado en la parroquia de Maceda, del municipio de Maceda, en la provincia de Orense, Galicia.

## Demografía
| Gráfica de evolución demográfica de Outeiro da Torre entre 2000 y 2022 |
|                                                                        |
| Datos según el nomenclátor publicado por el INE.                       |